# 贝斯奈
贝斯奈（法語：Bessenay，法語發音：[bɛsnɛ]），又称贝瑟奈，是法国罗讷省的一个市镇，属于索恩河畔自由城区。

## 地理
贝斯奈（45°46'36"N, 4°33'16"E）面积14.01 平方千米，位于法国奥弗涅-罗讷-阿尔卑斯大区罗讷省，该省份为法国中东部省份，北起顺时针与索恩-卢瓦尔省、安省、里昂大都会、伊泽尔省和卢瓦尔省接壤。
与贝斯奈接壤的市镇（或旧市镇、城区）包括：萨维尼、布吕利奥勒、布吕雪、舍维奈、库尔济约。

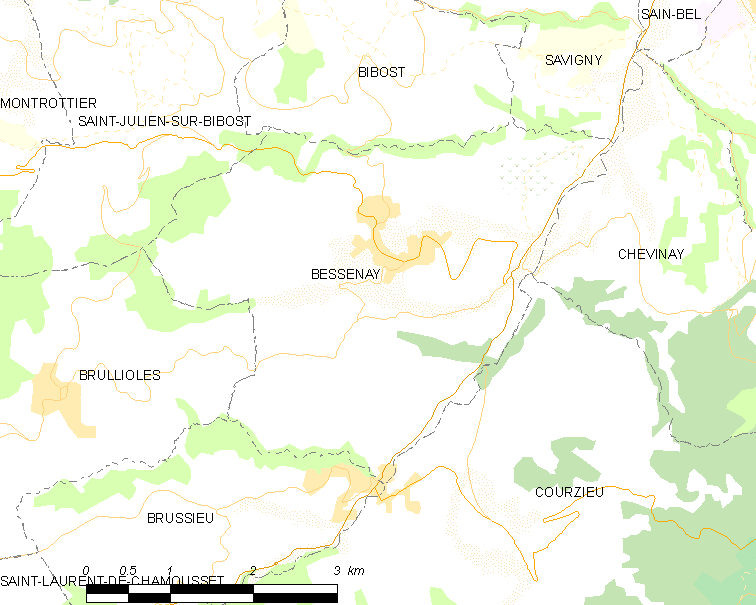
贝斯奈的OSM定位图

贝斯奈的时区为UTC+01:00、UTC+02:00（夏令时）。

## 行政
贝斯奈的邮政编码为69690，INSEE市镇编码为69021。

## 政治
贝斯奈所属的省级选区为拉尔布雷勒县。

## 人口

1962-2008年间贝斯奈人口变化图示

贝斯奈于2022年1月1日时的人口数量为2351人。